# علوی (ملایر)
 علوی، روستایی از توابع بخش مرکزی شهرستان ملایر در استان همدان ایران است.

## جمعیت
این روستا در دهستان ترک شرقی قرار دارد و براساس سرشماری مرکز آمار ایران در سال ۱۳۹۵، جمعیت آن ۲۶۶۰ نفر (۷۹۸خانوار) بوده‌است.